# Бегичев, Владимир Петрович
Владимир Петрович Бегичев (6 [18] мая 1828, Тула — 7 [19] ноября 1891, Санкт-Петербург) — русский драматург, управляющий императорскими московскими театрами, в 1864—1881 годах — инспектор репертуара.

## Биография
Родился 6 мая 1828 года в Туле в дворянской семье Петра Львовича Бегичева. Образование получил, окончив Императорский Московский университет, после чего служил в Казённой палате, в Опекунском совете и при императорских театрах. Некоторое время управлял Московским дворянским собранием.
Назначенный управляющим московскими императорскими театрами, он занялся переустройством и преобразованиями как в самой труппе, так и во внешней стороне театральной обстановки. При нём московский Малый театр стал давать крупные сборы. Благодаря содействию Бегичева был создан устав Театрально-литературного комитета, в становлении которого он также принимал участие.
Много писал (преимущественно для сцены, как самостоятельно, так и совместно с К. А. Тарновским и П. А. Каншиным), его произведения довольно часто ставились. Он и сам выступал иногда на сцене и имел успех. Некоторые из его произведений появились под псевдонимом М. Шиловского.
Его московский дом привлекал многих именитых гостей: И. С. Тургенева, А. С. Даргомыжского, А. Н. Серова, Н. Г. Рубинштейна и А. Н. Островского, а также П. И. Чайковского, который был близким другом семьи Бегичева. По воспоминаниям Н. Д. Кашкина, именно благодаря инициативе Бегичева, в 1873 году Островскому было поручено написать сказочный спектакль с музыки Чайковского «Снегурочка».
В обществе Бегичев считался «светским львом» и имел репутацию дон-жуана. Именно им был рассказан А. П. Чехову случай, лёгший в основу рассказа «Смерть чиновника». О нём М. П. Чехов вспоминал:

«В. П. Бегичев … был необыкновенно увлекательный человек, чуткий к искусству и к литературе, и мы, братья Чеховы, по целым часам засиживались у него… и слушали, как он рассказывал о своих похождениях в России и за границей… Бегичев так и сыпал воспоминаниями».

В 1882 году в связи с упразднением должности инспектора репертуара, которую Бегичев занимал с 1864 года, вышел в отставку с чином статского советника. Умер в Петербурге 17 ноября 1891 года, похоронен на Волковском православном кладбище.

## Семья

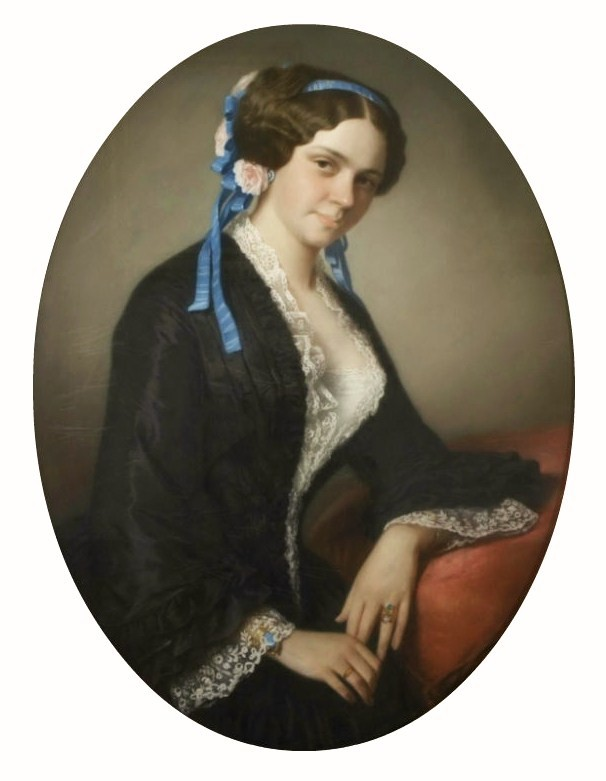
Мария Васильевна на портрете И. Робийяра (1859)

От первой жены Веры Николаевны (девичья фамилия не известна) имел двух сыновей — Николая (1856 г.р.) и Фёдора (1858 г.р.); и двух дочерей Надежду (1853—1940; писательница, в замужестве Голубева) и Марию (1857—1921; детская писательница, замужем за А. С. Киселёвым, владельцем усадьбы Бабкино).
В 1866 году Бегичев женился на Марии Васильевне Шиловской (1825—1879), дочери поэта и переводчика В. Е. Вердеревского (1800—1872), овдовевшей после смерти рязанского помещика Степана Шиловского (1823—1865). Мария Васильевна была известна как одна из лучших салонных певиц, ученица итальянского педагога и певца Д. Давида-сына. М. П. Мусоргский посвятил ей свой романс «Что вам слова любви», а М. А. Балакирев — романс «Исступление». Сама сочиняла музыку, автор нескольких романсов.
Её брак с Бегичевым был бездетным, но в семье воспитывались два её сына Шиловских: Константин (1848—1893; певец, художник и скульптор-любитель) и Владимир (1852—1893; женат на графине Анне Алексеевне Васильевой, в 1877 году получил фамилию, герб и титул покойного тестя).